# Bồ Tùng Linh
Bồ Tùng Linh (phồn thể: 蒲松齡, giản thể: 蒲松龄, sinh ngày 5 tháng 6 năm 1640 — mất ngày 25 tháng 2 năm 1715), tự là Lưu Tiên (留仙) và Kiếm Thần (剑臣), cũng có người gọi ông là Liễu Tuyền cư sĩ (柳泉居士), là một văn sĩ người Trung Hoa dưới triều đại nhà Thanh. Ông được biết đến nhiều với tác phẩm Liêu trai chí dị (聊齋志異).

## Tiểu sử
Bồ Tùng Linh sinh ra trong một gia đình tiểu thương ở huyện Truy Xuyên (淄川, nay là một quận của địa cấp thị Truy Bác, tỉnh Sơn Đông). Tổ tiên ông có thể coi là người Mông Cổ. Năm Thuận Trị thứ 14 (1657), ông đỗ tú tài khi mới 18 tuổi, nhưng phải mãi đến năm Khang Hi thứ 50 (1710), khi 71 tuổi mới được bổ làm cống sinh.
Thân phụ của Bồ Tùng Linh là Bồ Bàn vì lận đận nơi khoa trường, nên đã từ bỏ nghiệp nho theo nghiệp thương gia. Sinh con đầu lòng là Triệu Kỳ nhưng chẳng may chết yểu. Đến tuổi trung niên thì coi như ông đã tuyệt tự nên ông đóng cửa chuyên tâm đọc sách và làm từ thiện. Nhưng kỳ lạ thay lúc đó ông lại có bốn người con lần lượt là: Triệu Cơ, Bá Linh, Tùng Linh và Hạc Linh. Bồ Tùng Linh là con dòng thứ. Mẹ đẻ ông là người họ Đổng.
Ông dành hầu hết thời gian trong việc dạy học tư, và sưu tầm những câu chuyện mà sau này được viết trong tác phẩm Liêu trai chí dị.

## Sáng tác
Bồ Tùng Linh có các sáng tác trong cả thơ, tiểu thuyết và truyện ngắn. Tác phẩm nổi tiếng nhất của ông là đoản thiên tiểu thuyết Liêu trai chí dị bao gồm 16 quyển chia làm 431 tập truyện chính và 17 truyện phụ, vị chi 448 tập về những truyện kỳ quái mà ông sưu tập được. Đây cũng được coi là một đỉnh cao trong thể loại truyện ngắn cổ điển Trung Quốc.
Về tiểu thuyết, có bộ 16 quyển Liêu trai văn tập. Về thơ cũng có bộ Liêu trai thi tập bao gồm 6 quyển với hơn 1.000 bài thơ, 170 bài từ, 14 vở ca khúc dân gian và 3 vở tạp kịch. Ngoài ra, một số nhà phê bình văn học cho rằng tác phẩm tiểu thuyết Tỉnh thế nhân duyên truyện (醒世姻緣傳) bằng tiếng Trung bản ngữ là của ông sáng tác.

## Luận bàn 2 chữ Liêu trai
Trong 2 từ Liêu Trai (聊齋) thì từ "Trai" là chính từ, còn từ "Liêu" chỉ là bổ túc từ.
Từ "Trai - 齋" có rất nhiều nghĩa nhưng nghĩa "phòng học" là được nhiều người đồng tình nhất.
Từ "Liêu - 聊" có nghĩa là "sơ sài", "tạm bợ".
Vậy Liêu Trai có nghĩa là phòng học (cũng có thể là phòng đọc sách ngày xưa) sơ sài tạm bợ.
Có giai thoại kể rằng, Liêu trai chí dị ban đầu có tên là "Quỷ Hồ Truyện" (鬼狐傳), nhưng trong lúc Bồ Tùng Linh đi thi hương, quỷ hồ cứ quanh quẩn ngoài lều khiến ông sợ hãi nên đổi tên thành Liêu Trai Chí Dị. Tuy nhiên đây chỉ là lời đồn, không có căn cứ để xác minh.